# Registri oscillanti
I registri oscillanti sono un insieme di registri dell'organo.

## Struttura
I registri oscillanti sono una sottocategoria dei registri ad anima. Come dice il nome stesso, questi registri sono ideati per produrre un suono tremolante, non fermo. Per realizzare questo effetto vengono impiegate due canne uguali, una delle quali, però, accordata in maniera leggermente crescente o leggermente calante rispetto all'altra (la differenza è di pochi centesimi di semitono).
Facendole suonare contemporaneamente, il piccolo sfasamento fra le due frequenze non produce una stonatura, in quanto la differenza fra le frequenze è troppo modesta, ma produce un particolare fenomeno fisico chiamato battimento, il quale genera il caratteristico effetto ondulante del suono.
Gli organari, solitamente, fanno in modo che le due file di canne (quelle intonate giuste e quelle leggermente sfasate) non siano una accanto all'altra. Questo affinché non si verifichi un particolare fenomeno acustico, detto trascinamento, a causa del quale il suono di una canna influenza quello della canna vicina, annullandone così i battimenti. A questo scopo, le canne dei registri oscillanti vengono o poste ad altezze diverse, o rivolte con le bocche verso il retro dell'organo, oppure vengono installati tramezzi di separazione fra le canne.
Il più antico dei registri oscillanti è il registro detto voce umana, ideato nel XVI secolo, mentre gli altri (unda maris, voce celeste, voce eterea, eccetera) si diffusero principalmente nel XIX secolo.